# 大教堂峰
大教堂峰（英語：Cathedral Peaks）是南極洲的山峰，座標84°44′S 175°40′W，位於杜費克海岸，處於盧伯克嶺以北的沙克爾頓冰川東岸，延伸15公里，現時由南極條約體系管理。